# Stiftsbasilika Unserer Lieben Frau von Guanajuato

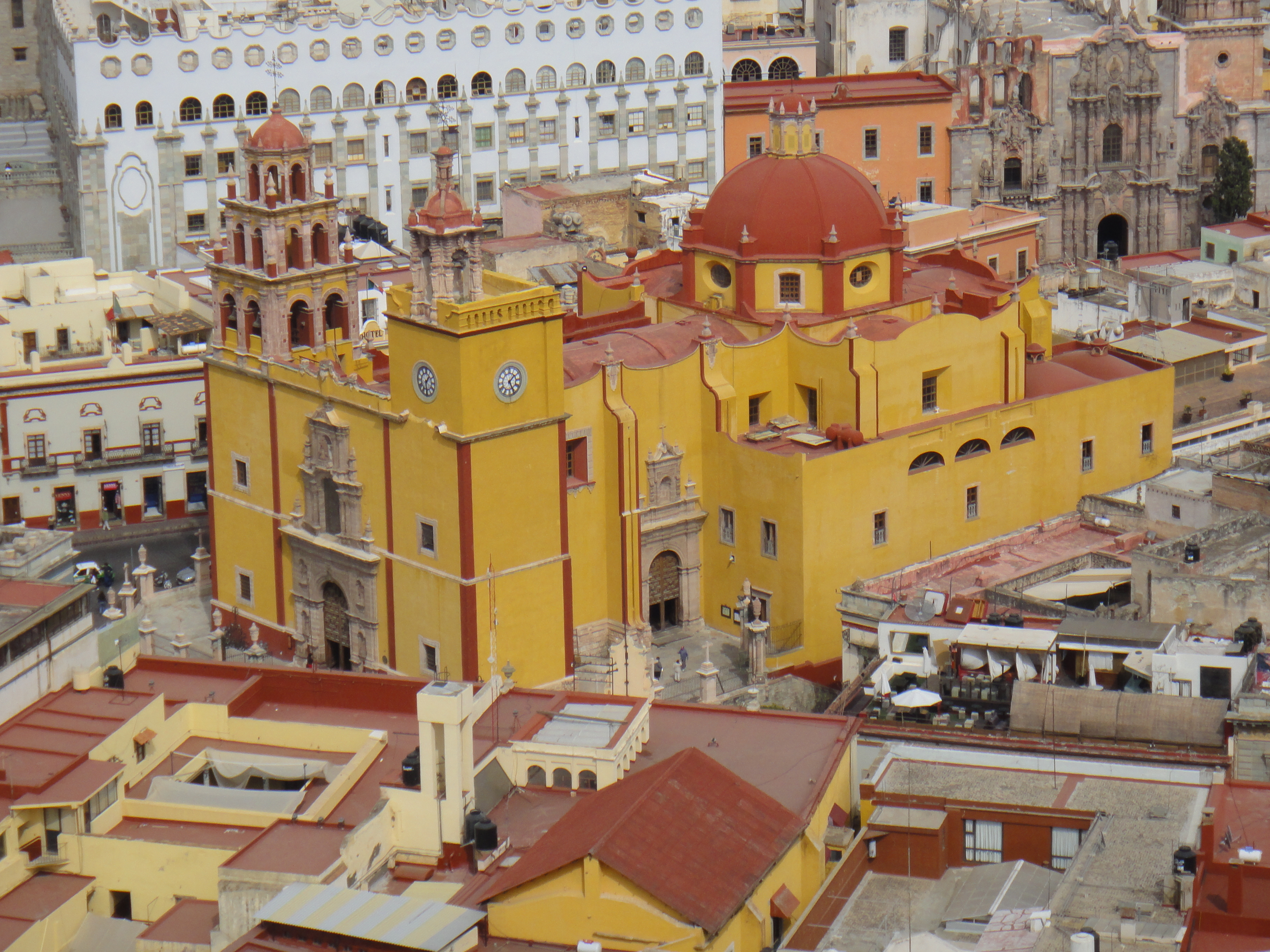
Basilika von Guanajuato

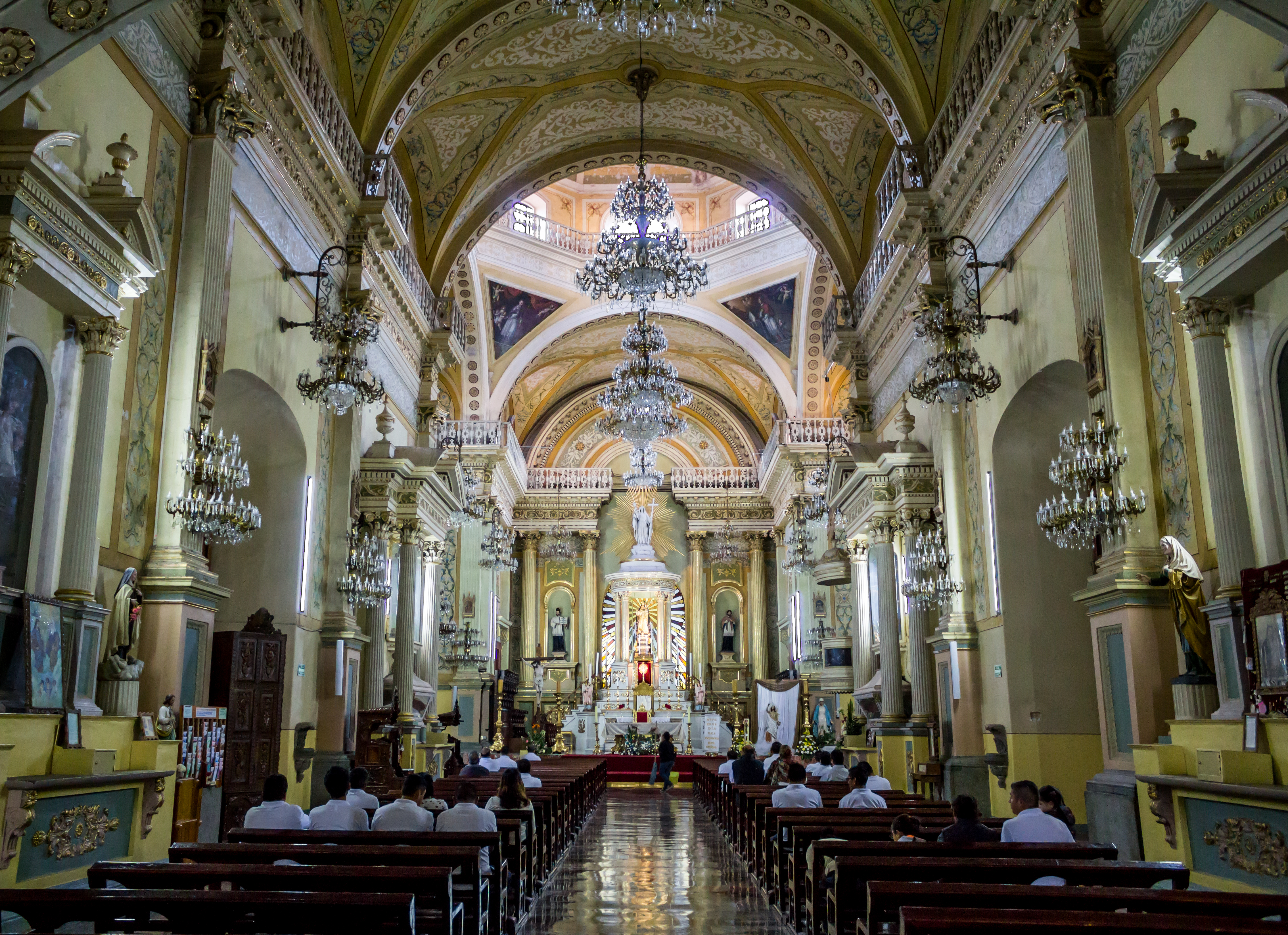
Innenraum

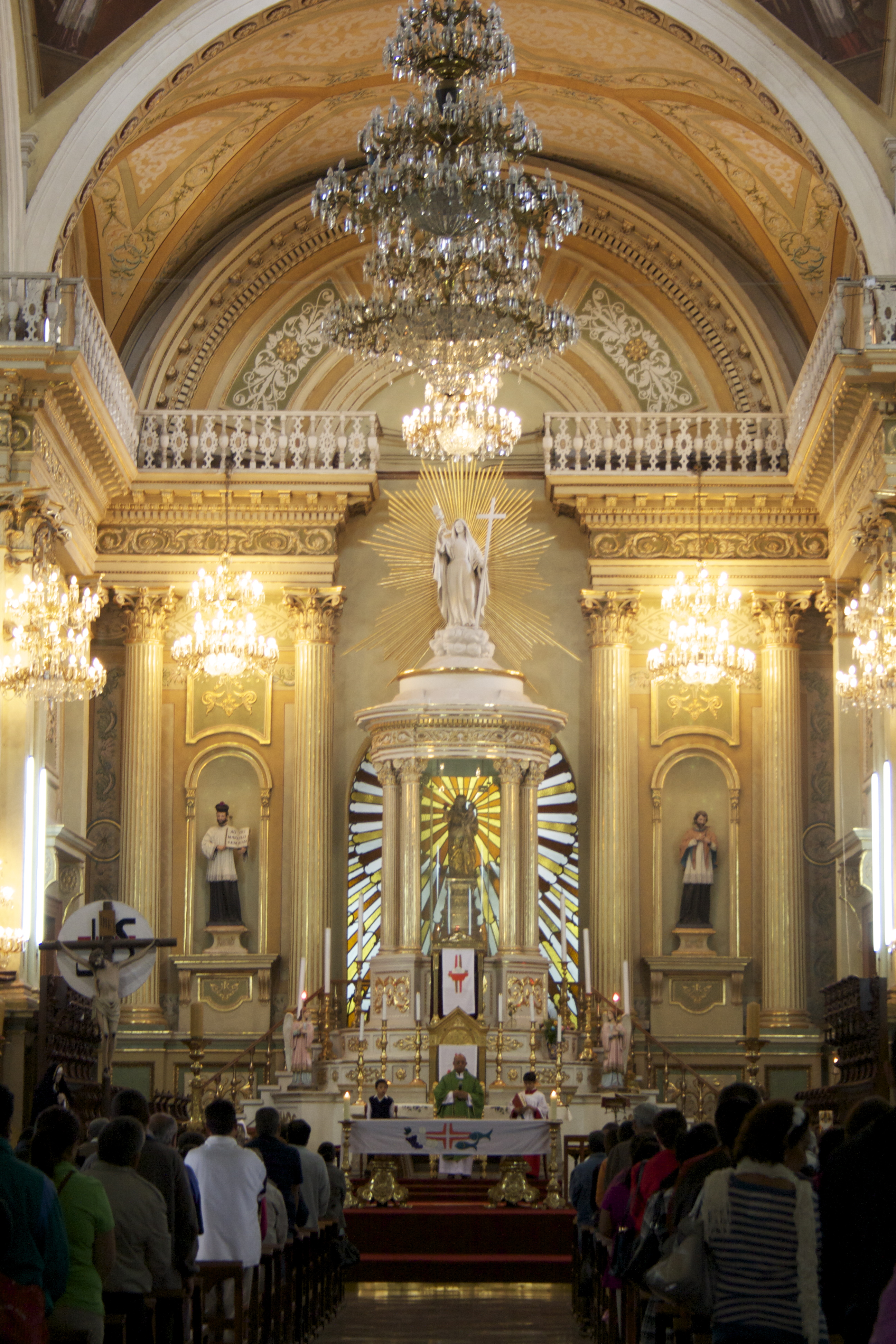
Altar mit der Marienfigur

Die Stiftsbasilika Unserer Lieben Frau von Guanajuato (spanisch Basilica Colegiata de Nuestra Señora de Guanajuato) ist eine römisch-katholische Kirche in Guanajuato, Hauptstadt des gleichnamigen Bundesstaates von Mexiko. Die Kirche des Erzbistums León trägt den Titel einer Basilica minor. Die zwischen 1671 und 1696 erbaute barocke und klassizistische Kirche an der Plaza de la Paz gilt als eines der symbolträchtigsten Bauwerke in Guanajuato. Vor ihr steht die Gedenktafel, die das Zentrum von Guanajuato zum Weltkulturerbe erklärt.

## Geschichte
Das Zentrum der Basilika bildet die Statue der Nuestra Señora de Guanajuato, sie wird als älteste Skulptur der Jungfrau Maria in Amerika bezeichnet. Sie soll von einem anonymen Künstler in Andalusien geschnitzt und bei der Eroberung Granadas durch die Araber im Jahr 714 in einer Höhle versteckt worden sein. Nach ihrer späten Wiederentdeckung nach der Reconquista gelangte sie von Kaiser Karl V. an dessen Sohn Philipp II., der sie 1557 als Zeichen des Dankes an die Bergbaustadt für den Reichtum schenkte, den sie nach Spanien schickte.
Die Madonna von Guanajuato ist eine 1,15 m hohe, polychrome Zedernholzfigur, die die Jungfrau Maria und das Kind zeigt. Zuerst hielt sie eine Rose in ihrer rechten Hand, die bei ihrer Ankunft in Mexiko durch ein Zepter ersetzt wurde. Eine Krone und ein Sockel aus massivem Silber wurden ebenfalls hinzugefügt. Die Feier ihrer Ankunft findet jährlich an Mariä Himmelfahrt am 8. August statt. Mit ihr wird auch der bedeutenden Bergbautradition gedacht.
Neben Beisetzungen lokaler Persönlichkeiten fand in der Kirche die Taufe von Albino García Ramos statt, einem Guerillaführerer während des mexikanischen Unabhängigkeitskrieges. Die Kirche erhielt durch Papst Pius XII. 1957 den Titel einer Basilica minor verliehen. Papst Benedikt XVI. besuchte die Kirche am 24. März 2012 und segnete die neue goldene Rose in der Hand der Madonna.

## Architektur
Die Basilica Colegiata de Nuestra Señora de Guanajuato wurde zwischen 1671 und 1696 erbaut. Mit ihrem barocken und klassizistischen Stil an der Außenseite hat sie eine Hauptfassade, die aus drei Körpern besteht, mittig das steingeschnitzte Portal, außen die zwei Glockentürme mit verschiedenen Aufsätzen. Der Innenraum der einschiffigen Kirche hat den Grundriss eines lateinischen Kreuzes, darüber eine Vierungskuppel mit achteckigem Tambour.
Ihre Konstruktion und Dekoration wurde von den Bergleuten von Guanajuato gefördert. Neben dem Schutzpatron der Stadt sind in der Kirche auch die Bilder des Heiligen Herzens Jesu, Ignatius von Loyola, und, oben auf dem Hauptaltar, die Statue der Jungfrau Maria von Guanajuato. Die Orgel besitzt 1098 Pfeifen, weiter bedeutend sind die Wandteppiche. Die Kirche wurde von den Minenbesitzern wie dem Eigentümer der Silbermine Valenciana, Antonio de Obregón y Alcocer, im Sinne der kreolischen Kultur im Zeitalter des Barock mit vielen Kunstwerken ausgestattet.